# Aphanius sophiae
Aphanius sophiae är en fiskart som först beskrevs av Heckel, 1847.  Aphanius sophiae ingår i släktet Aphanius och familjen Cyprinodontidae. Inga underarter finns listade i Catalogue of Life.